# Judasträdssläktet
Judasträdssläktet (Cercis) är ett växtsläkte i familjen ärtväxter med 9 arter som förekommer naturligt i den norra tempererade regionen. Amerikanskt judasträd (C. canadensis) odlas ibland som trädgårdsväxt i Sverige.